# جرزی سیتی
جرزی سیتی (به انگلیسی: Jersey City) شهری است در ایالت نیوجرسی از کشور ایالات متحده آمریکا.
شهری ساحلی با جذابیت‌های توریستی فراوان که همه ساله توریست‌های فراوانی را به این شهر می‌کشاند.
جرزی سیتی بین رودخانه هادسون و خلیج بالای نیویورک و در فاصله کمی از منهتن قرار گرفته است.
براساس سرشماری سال ۲۰۱۰ ایالات متحده، جمعیت این شهر ۲۴۷۵۹۷ می‌باشد که دومین شهر پرجمعیت در ایالت نیوجرزی است.
بر اساس گزارش اداره آمار آمریکا، وسعت این شهر ۵۴۵۹۶ کیلومتر مربع و ارتفاع آن ۶ متر است.

## نگارخانه

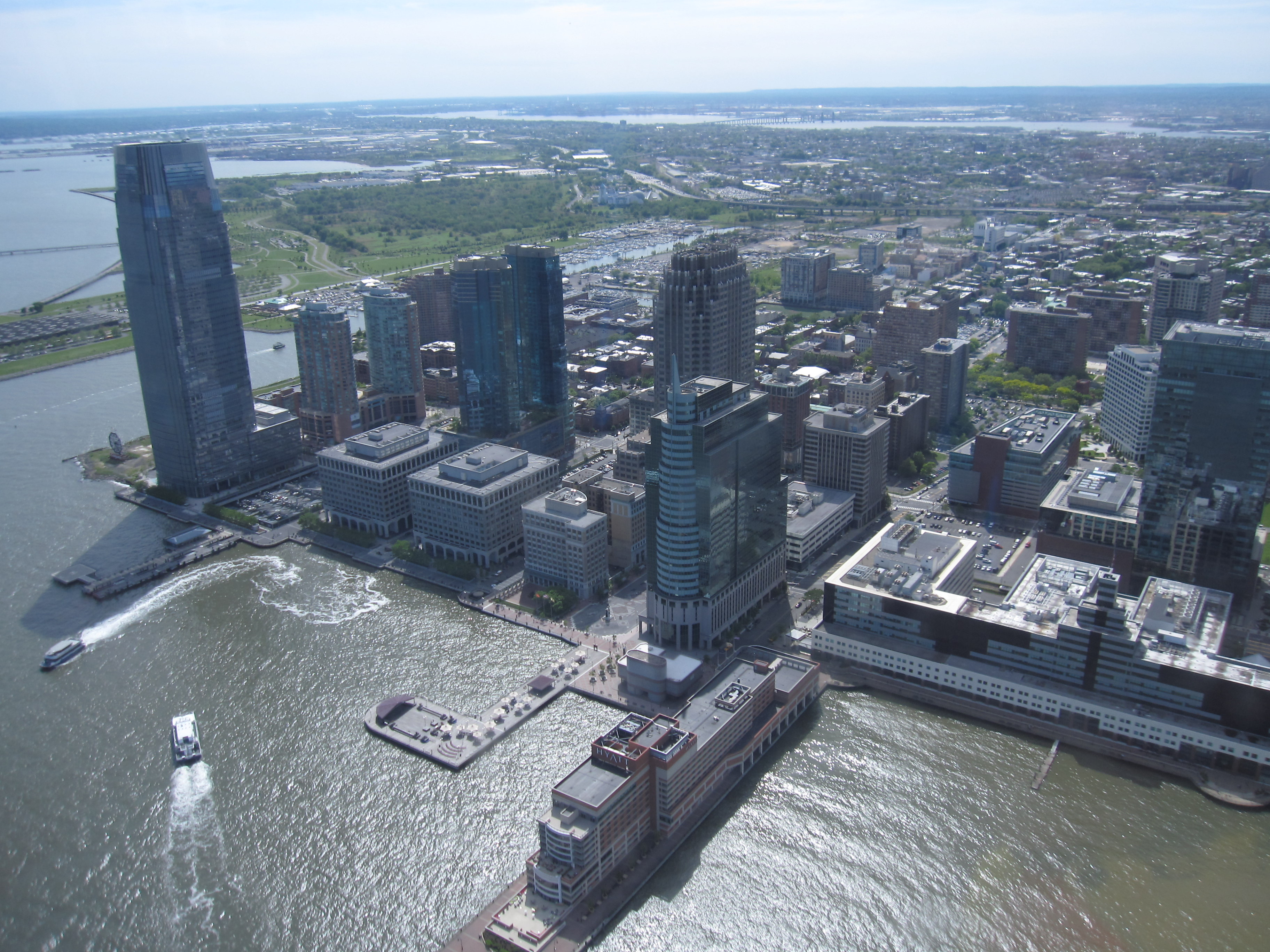
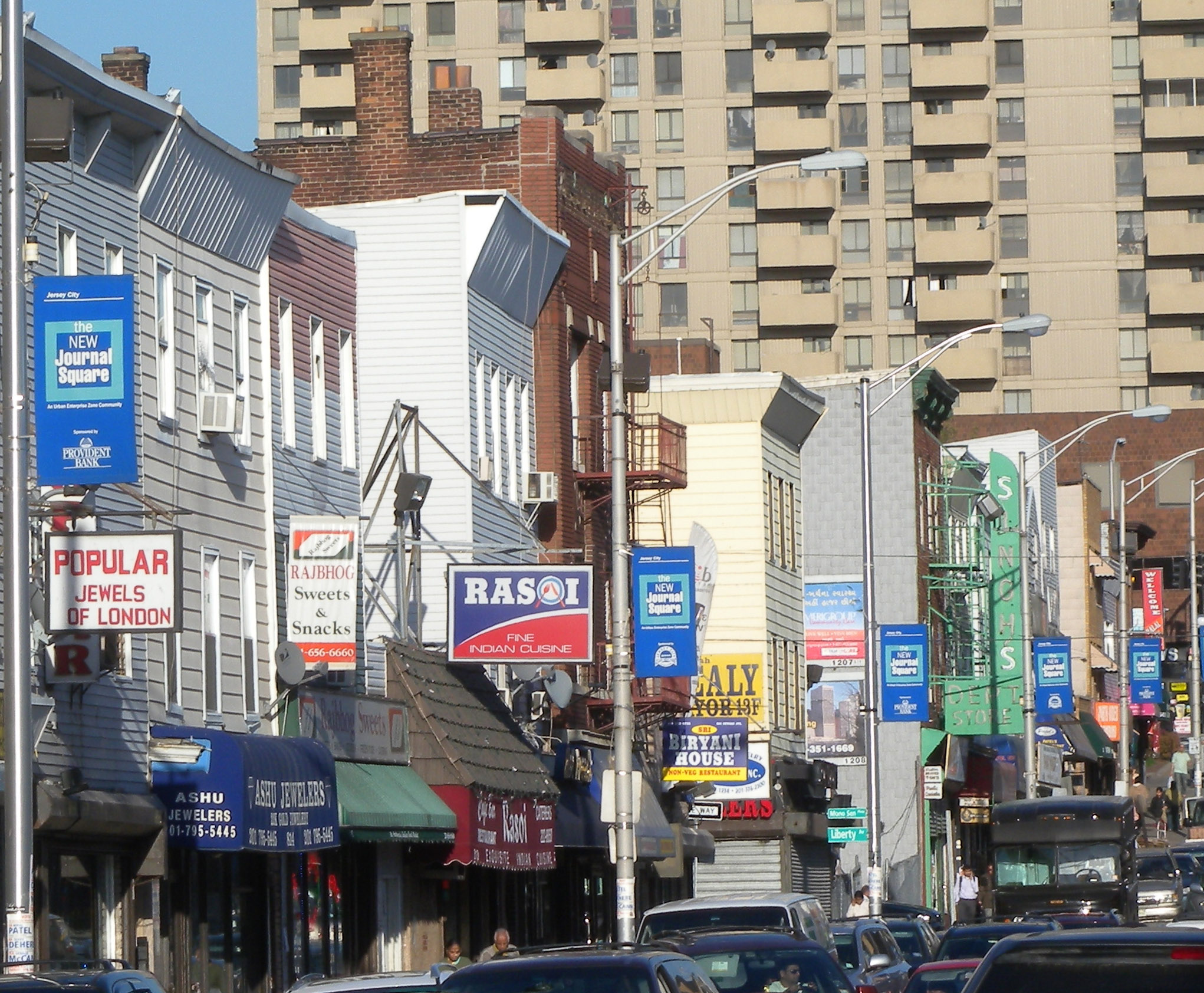
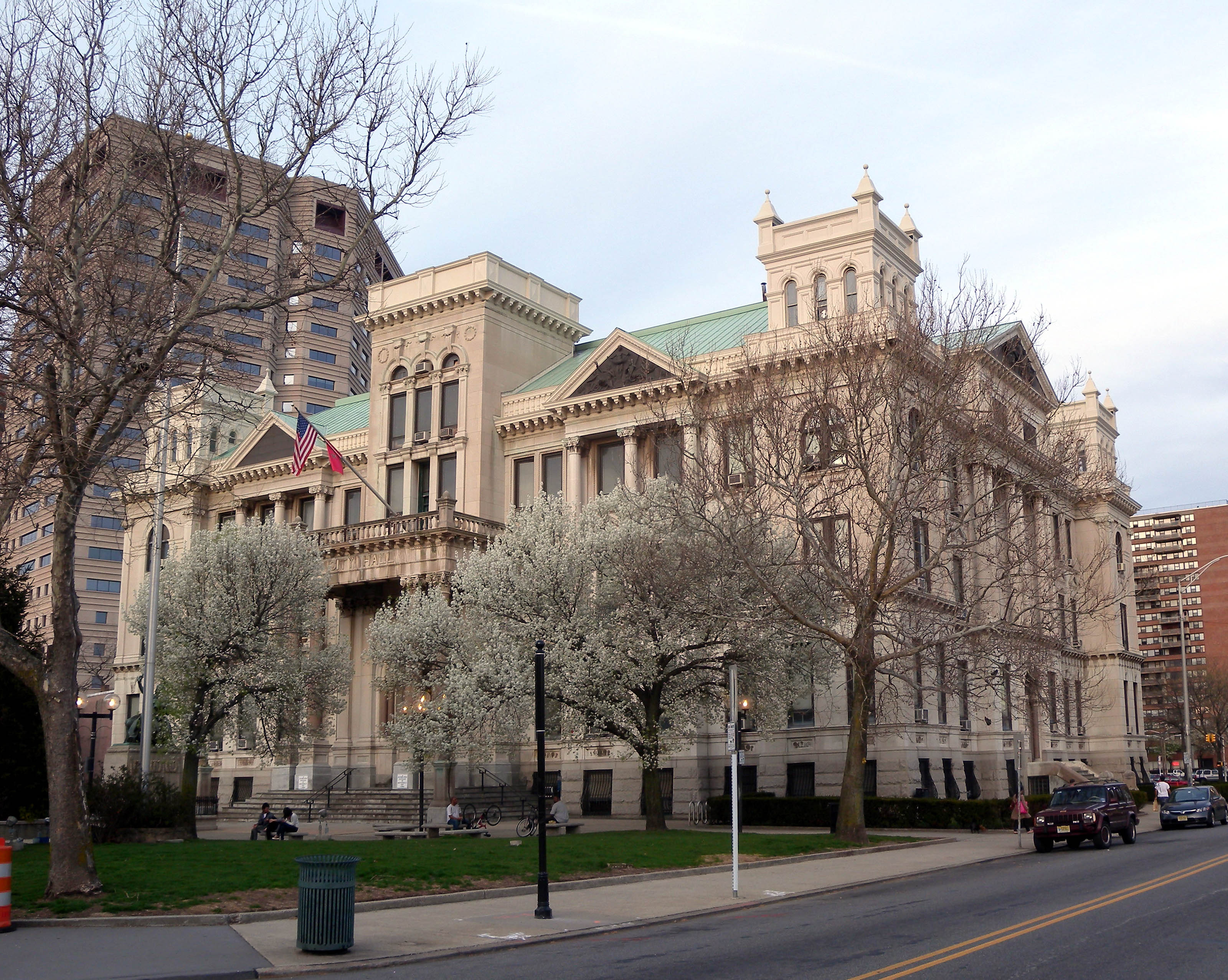
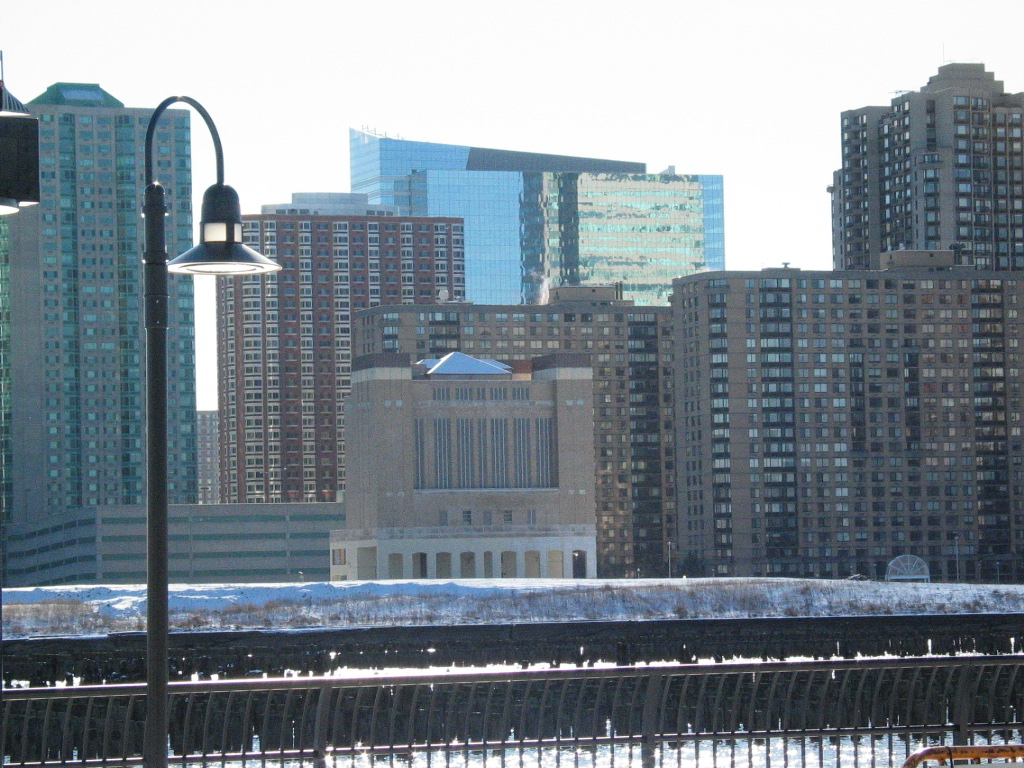
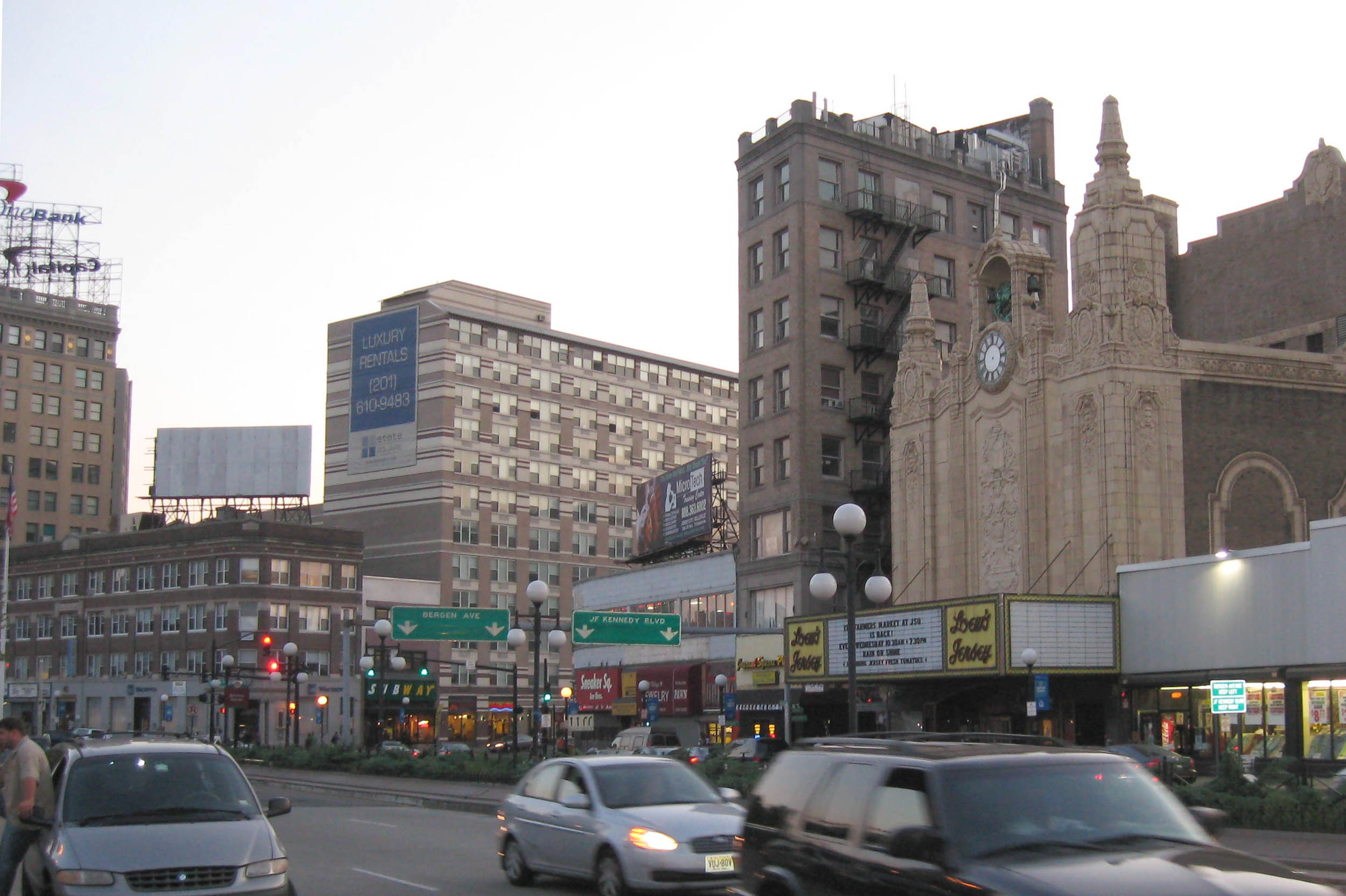
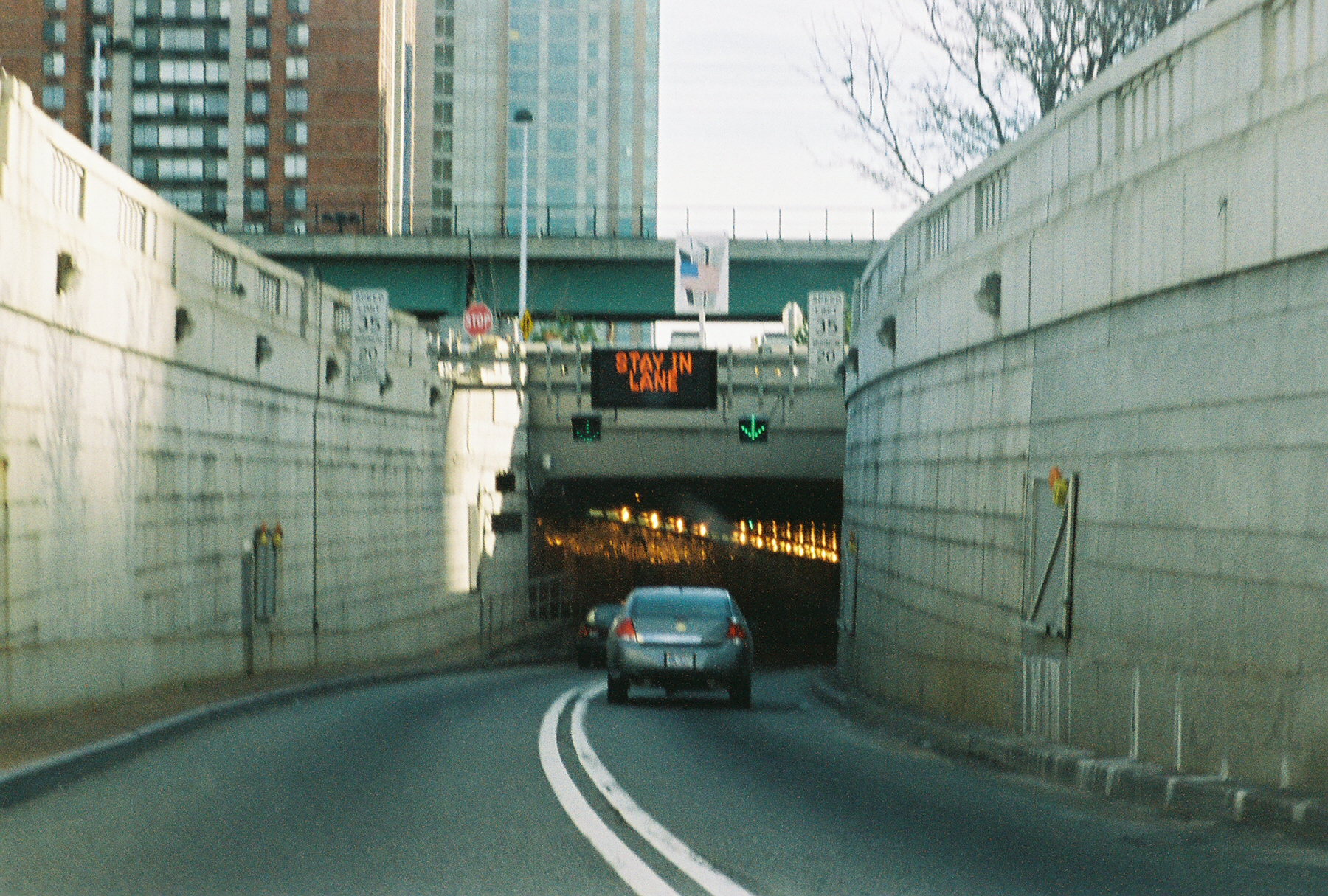
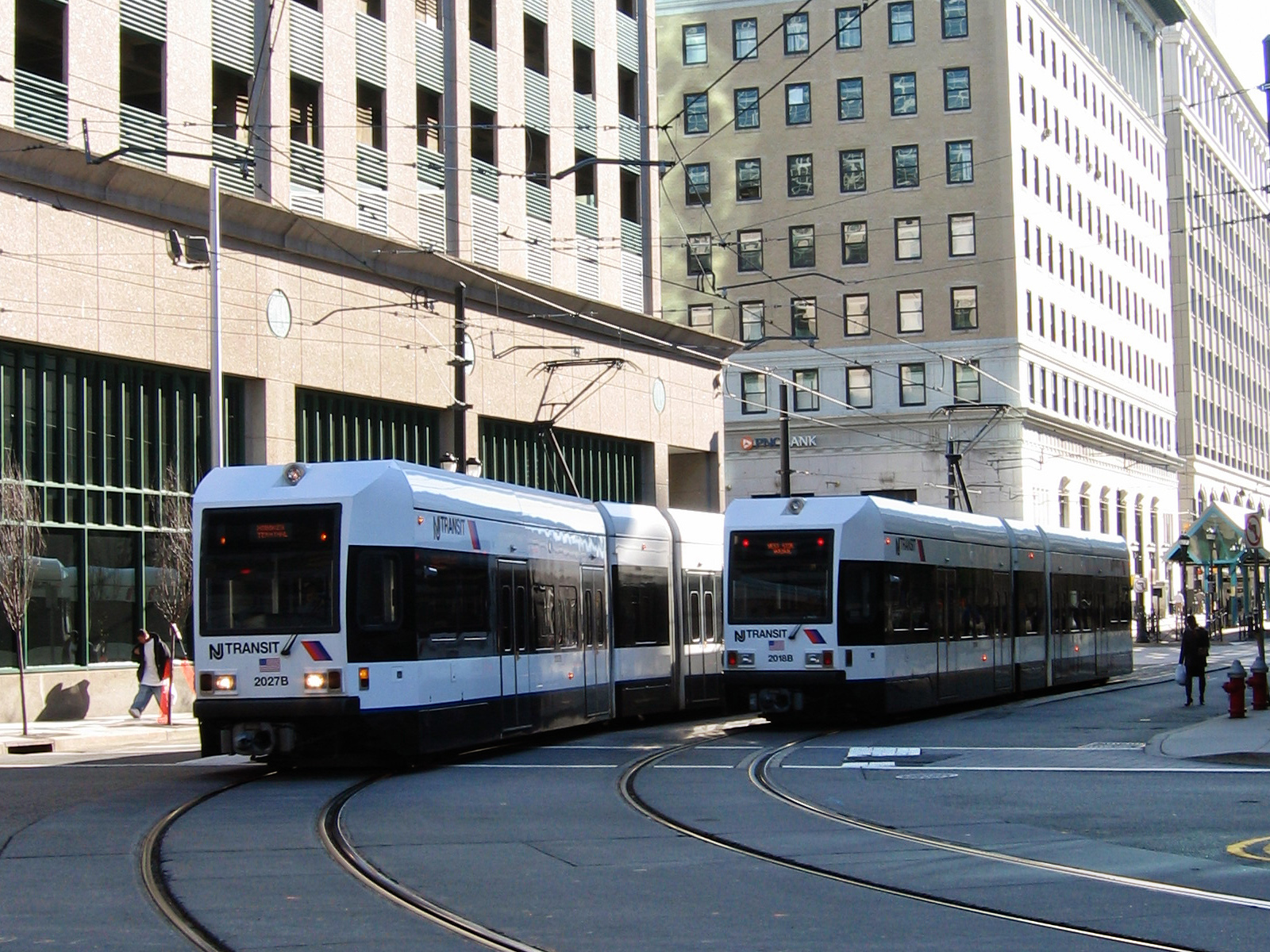
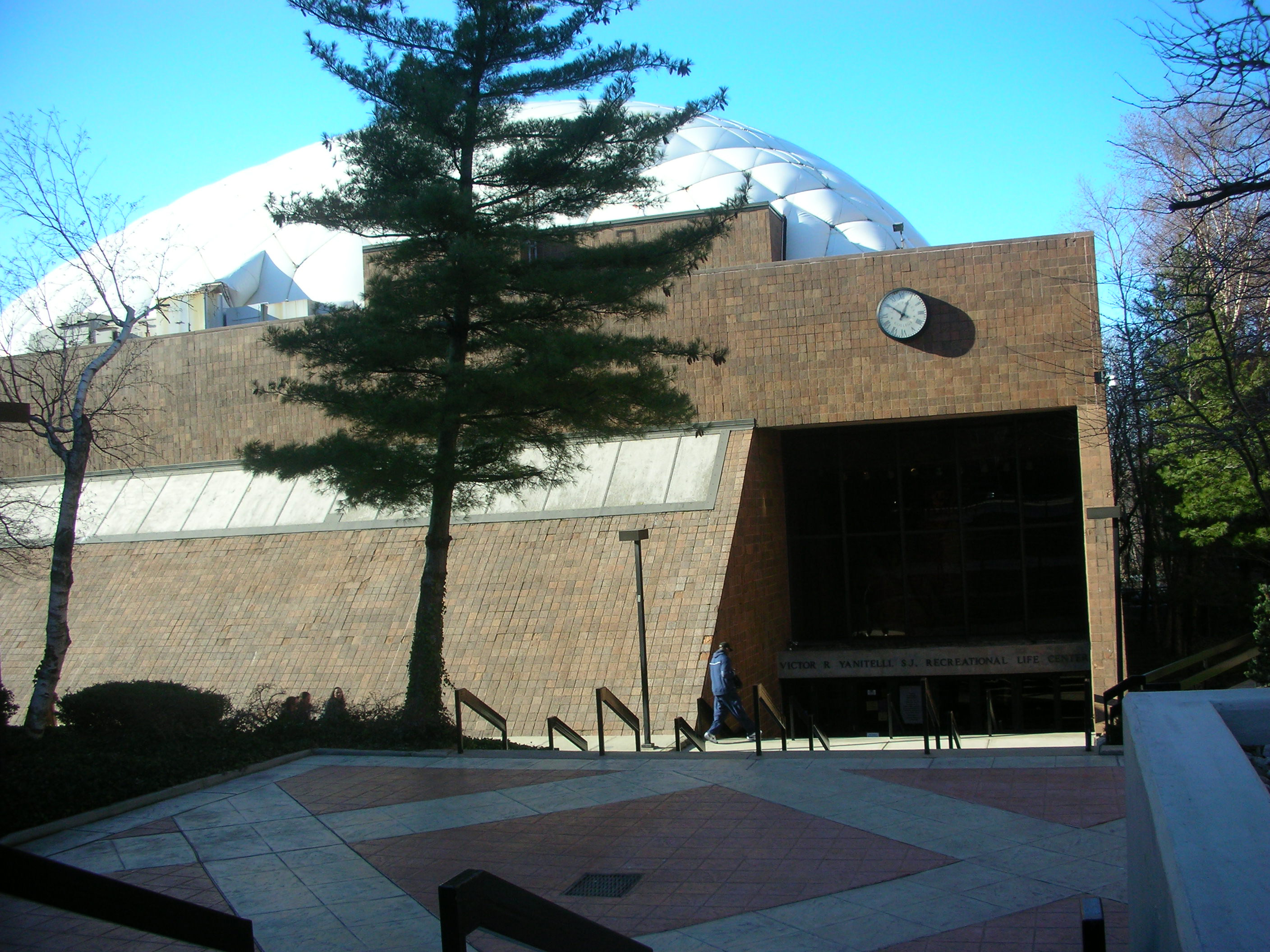